# 灰帽薹草
灰帽薹草（学名：Carex mitrata）为莎草科薹草属的植物。分布于朝鲜、日本以及中国大陆的安徽、浙江、江苏等地，一般生长在沙坡上以及竹林下。

## 变种
具芒灰帽薹草（学名：Carex mitrata var. aristata）是莎草科薹草属灰帽薹草的变种。分布于台湾岛、日本以及中国大陆的江苏、四川、浙江、安徽、湖北等地，生长于海拔1,650米的地区，常生长在山坡草地。